# SN 2003fe
SN 2003fe – supernowa typu II odkryta 23 marca 2003 roku w galaktyce A141719+5214. W momencie odkrycia miała maksymalną jasność 23,30m.